# جان مارتین (سناتور)
جان مارتین (به انگلیسی: John Martin) سناتور سابق عضو حزب دموکرات ایالات متحده آمریکا بود. وی در سال ۱۸۹۳ تا ۱۸۹۵ میلادی سناتور ایالت کانزاس در سنای ایالات متحده آمریکا بود.